# Perifrastica passiva
Perifrastica passiva (o coniugazione perifrastica passiva) è il modo con cui le  grammatiche scolastiche chiamano un costrutto sintattico della lingua latina e del greco antico.
La perifrastica passiva è una perifrasi che esprime il significato di dovere o necessità di compiere un'azione: essa è composta dal gerundivo (aggettivo verbale, declinabile in tutti i generi, i numeri e i casi) e dal verbo sum (coniugabile nei modi, tempi, persone richiesti dal contesto). Occorre tenere presente che, mentre in italiano il verbo dovere è un servile di uso assai frequente (e lo stesso vale per i verbi equivalenti in altre lingue neolatine, escluso spagnolo, lombardo e catalano), in latino il verbo debeo esiste, ma significa soprattutto "essere debitore", e non si presta molto all'uso che invece ha assunto nell'italiano.
Ecco perché la cosiddetta perifrastica passiva è una costruzione peculiare assai utilizzata in latino. 
Schematicamente:
Siccome l'elemento chiave è la natura passiva della struttura, bisognerà ricordare che i verbi intransitivi compaiono nella perifrastica passiva soltanto in costruzione impersonale.  Poiché, invece, il gerundivo ha valore passivo anche per i verbi deponenti, la perifrastica passiva con verbo deponente viene costruita normalmente in forma personale.

## Nella forma personale
| Italiano            | Latino |
| ------------------- | --- |
| complemento oggetto | soggetto (con cui concordano gerundivo e verbo sum)                                                               |
| soggetto            | dativo d'agente (identico al dativo) (nel caso si trovassero due dativi allora il soggetto >> complemento agente) |

Esempi:
I soldati devono vincere la battaglia
- la battaglia = complemento oggetto >> soggetto = Pugna
- il gerundivo si concorda con il soggetto >> vincenda (f. sing.)
- il verbo essere si concorda con il soggetto >> est (3º pers. sing.)
- i soldati = soggetto >> dativo = militibus

I soldati devono vincere la battaglia (lett: La battaglia è da vincersi ai soldati)
>> Pugna vincenda est militibus
Poiché i soldati devono lasciare Roma, salutano i genitori
- Roma = complemento oggetto >> soggetto = Roma
- il gerundivo si concorda con il soggetto >> relinquenda (f. sing.)
- il verbo essere si concorda con il soggetto >> sit (cum + congiuntivo) (3º pers. sing.)
- i soldati = soggetto >> dativo = militibus

Poiché i soldati devono lasciare Roma, salutano i genitori
(lett: Poiché Roma è da lasciarsi dai soldati, salutano i propri genitori)
>> Cum Roma relinquenda sit militibus, parentes salutant

## Nella forma impersonale
Mancando il complemento oggetto in italiano manca il soggetto in latino e quindi:
| Italiano                  | Latino                                                                       |
| ------------------------- | ---------------------------------------------------------------------------- |
| complemento oggetto manca | il gerundivo si esprime al neutro sing. e il verbo sum va alla 3º pers. sing |
| soggetto                  | dativo d'agente                                                              |

Esempio con verbo transitivo usato intransitivamente:
Noi dobbiamo vincere
- il gerundivo va al neutro sing. poiché manca il complemento oggetto in italiano >> vincendum
- il verbo essere va alla 3º pers. sing poiché manca il complemento oggetto in italiano >> est
- noi = soggetto >> dativo = nobis

Noi dobbiamo vincere (lett: È da vincersi da noi) >> Nobis vincendum est
Esempio con verbo intransitivo:
Devo partire subito >> Mihi statim proficiscendum est

## Esempi
| «Ceterum censeo Carthaginem esse delendam.» (Marco Porcio Catone) |
| «E per finire, ritengo che si debba distruggere Cartagine.»       |

Come si è visto negli esempi, il complemento d'agente (soggetto della frase italiana) si esprime in caso dativo. Tuttavia, se nella frase esiste un altro complemento in dativo (per es. il complemento di termine), per evitare l'ambiguità il complemento d'agente può essere espresso, come avviene di norma, con a/ab + ablativo.

## La perifrastica in greco antico
Nel greco antico è presente un costrutto del tutto corrispondente che utilizza, al posto del gerundivo, l'aggettivo verbale di secondo tipo, che vi corrisponde perfettamente.